# Héctor Brandoni
Héctor Brandoni (2 de marzo de 1942) es un levantador de pesas, atleta y baloncestista argentino que se ha destacado por integrar la delegación paralímpica argentina a los Juegos Paralímpicos de Tokio 1964. Allí obtuvo tres medallas: 2 medallas de plata en posta de 4x40 y básquetbol en sila de ruedas, y una medalla de bronce en halterofilia (levantamiento de pesas), en la categoría peso pluma.

## Juegos Paralímpicos de Tokio 1964

### Medalla de plata en posta de 4x40
| Atletismo: Posta 4x40 en silla de ruedas | Atletismo: Posta 4x40 en silla de ruedas                 | Atletismo: Posta 4x40 en silla de ruedas | Atletismo: Posta 4x40 en silla de ruedas |
|                                          | Deportista                                               | País                                     |                                          |
| ---------------------------------------- | -------------------------------------------------------- | ---------------------------------------- | ---------------------------------------- |
| 1                                        |                                                          | Estados Unidos                           |                                          |
| 2                                        | Jorge Diz Roberto Iglesias Rodolfo Novoa Héctor Brandoni | Argentina                                |                                          |
| Fuente: IPC.                             |                                                          |                                          |                                          |

### Medalla de plata en básquetbol
Argentina obtuvo medalla de plata en el torneo B de básquetbol incompleto. La selección argentina estuvo integrada por: Eduardo Albelo, Héctor Brandoni, Fernando Bustelli, Jorge Diz, Wilmer González, Juan Grusovin, Roberto Iglesias, Federico Marín, Rodolfo Novoa, Juan Sznitowski y Dante Tosi.
| Básquetbol B incompleto masculino | Básquetbol B incompleto masculino | Básquetbol B incompleto masculino | Básquetbol B incompleto masculino | Básquetbol B incompleto masculino |
|                                   | País                              |                                   |                                   |                                   |
| --------------------------------- | --------------------------------- | --------------------------------- | --------------------------------- | --------------------------------- |
| 1                                 | Estados Unidos                    |                                   |                                   |                                   |
| 2                                 | Argentina                         |                                   |                                   |                                   |
| 3                                 | Israel                            |                                   |                                   |                                   |
| Fuente: IPC.                      |                                   |                                   |                                   |                                   |

### Medalla de bronce en halterofilia
| Halterofilia: Peso pluma | Halterofilia: Peso pluma | Halterofilia: Peso pluma | Halterofilia: Peso pluma | Halterofilia: Peso pluma |
|                          | Deportista               | País                     | Kilos                    |                          |
| ------------------------ | ------------------------ | ------------------------ | ------------------------ | ------------------------ |
| 1                        | J. Redgwick              | Gran Bretaña             | 95.0                     |                          |
| 2                        | M. Dow                   | Australia                | 95.0                     |                          |
| 3                        | Héctor Brandoni          | Argentina                | 85.0                     |                          |
| Fuente: IPC.             |                          |                          |                          |                          |